# مؤتمر المعرفة الأول

شعار وملصق المؤتمر من موقع المؤتمر في دبي

مؤتر المعرفة الأول في دبي انطلق بتاريخ 7-9 ديسمبر 2014 بدعم ورعاية مؤسسة محمد بن راشد آل مكتوم»، والذي سوف يرافقه إشهار جائزة الشيخ محمد بن راشد آل مكتوم للمعرفة»، في فندق جراند حياة بدبي. كما سيشهد المؤتمر إطلاق مؤشر المعرفة وتقرير المعرفة العربي لعام 2014.

## المشاركون والمتحدثون
أبرز المتحدثين خلال المؤتمر السير تيم بيرنرز لي مخترع مفهوم شبكة الإنترنت، وجيمي ويلز مؤسس ويكيبيديا، والدكتورة لانا مامكغ - وزير الثقافة في المملكة الأردنية الهاشمية، والدكتور عصام شرف رئيس وزراء مصر الأسبق، والدكتورة سيما بحوث الأمين العام المساعد لجامعة الدول العربية، ومعالي الفريق ضاحي خلفان تميم، نائب رئيس الشرطة والأمن العام في دبي، والدكتور حسن البيلاوي الأمين العام المجلس العربي للطفولة والتنمية. وأيضا من المتحدثين البروفيسور بيتر ستوكس، نائب عميد كلية إدارة الأعمال والمشاريع والتعلم مدى الحياة في جامعة تشيستر بالمملكة المتحدة، والمهندس حسين ناصر أحمد لوتاه مدير عام بلدية دبي، والدكتور والكاتب السعودي، زياد الدريس، سفير المملكة لدى منظمة اليونسكو، والدكتور يسري الجمل، وزير التربية والتعليم المصري الأسبق، والبروفيسور كيزو ناكاجيما، أستاذ قانون الشركات والتحكيم في جامعة لندن متروبوليتان، والدكتور منصور العور، رئيس جامعة حمدان بن محمد الإلكترونية، والإعلامي الشهير ريز خان والإعلامي المصري الكبير حمدي قنديل.

## تقرير المعرفة العربي الرابع
تم اطلاق تقرير المعرفة العربي للعام 2014 تحت شعار الشباب وتوطين المعرفة خلال المؤتمر 

## جائزة الشيخ محمد بن راشد آل مكتوم للمعرفة
تم اطلاق جائزة الشيخ محمد بن راشد آل مكتوم للمعرفة خلال المؤتمر قدرها مليون دولار أميركي حيث تم منحها مناصفة إلى مخترع الإنترنت، تيم بيرنرز لي، ومؤسس شبكة ويكيبيديا، جيمي ويلز، على جهودهما الكبيرة ومثابرتهما على الابتكار ونشر المعرفة من خلال شبكات التواصل الاجتماعي.

## الشركات الراعية
ومن أبرز الشركاء الذين تم اعتمادهم كشركاء استراتيجيين للمؤتمر، كل من باريس جاليري ومؤسسة الإمارات لأنظمة التبريد المركزي (إمباور)، وشملت قائمة الشركاء الرئيسين كل من بلدية دبي، هيئة كهرباء ومياه دبي، هيئة دبي للطرق والمواصلات، القيادة العامة لشرطة دبي، طيران الإمارات وجامعة الإمارات وقنديل لخدمات الطباعة والنشر، فيما تم اعتماد مؤسسة دبي للإعلام وتلال للإعلان كشركاء إعلاميين للمؤتمر.

## وصلات خارجية
- الموقع الرسمي للمؤتمر